# غابرييل مارتينيز
غابرييل مارتينيز (بالإسبانية: Gabriel Martínez)‏ هو لاعب كرة قدم كولومبي، ولد في 3 يوليو 1958. شارك مع منتخب كولومبيا لكرة القدم. أما مع النوادي، فقد لعب مع أتلتيكو جونيور وإنديبنديينتي سانتا في.

## وصلات خارجية
- غابرييل مارتينيز على موقع قاعدة بيانات كرة القدم.إي يو (الإنجليزية)
- غابرييل مارتينيز على موقع ناشيونال فوتبول تيمز (الإنجليزية)